# Glaucina erroraria
Glaucina erroraria är en fjärilsart som beskrevs av Dyar 1906. Glaucina erroraria ingår i släktet Glaucina och familjen mätare. Inga underarter finns listade i Catalogue of Life.